# 15e Round
Albums de Bernard Lavilliers
Les Barbares
(1976) Pouvoirs
(1979)
Singles
1. Juke-Box / 15e round
Sortie : 1977

15e Round est un album studio de Bernard Lavilliers sorti en septembre 1977.

## Historique
Un an après Les Barbares, Lavilliers, s'entourant d'une nouvelle équipe de musiciens avec lequel il travaillera régulièrement par la suite, dont le bassiste Pascal Arroyo, le claviériste François Bréant et le percussionniste Dominique Mahut, enregistre ce cinquième album aux Studios Barclay, situé 9 avenue Hoche, à Paris. La pochette montre Lavilliers en marcel sur un fond noir tenant un gant de boxe et portant un collier autour du cou.
Lavilliers dira de cet album, considéré comme musicalement abouti, que c'est « la première fois qu'il y a un son de groupe ». Il devient rapidement un véritable manifeste pour toute la jeunesse.

## Réception
Selon l'édition française du magazine Rolling Stone, cet album est le 62e meilleur album de rock français. 
Il est certifié disque d'or pour plus de 100 000 exemplaires vendus, devenant le premier grand succès commercial de Lavilliers.

## Liste des titres
Toutes les chansons sont écrites et composées par Bernard Lavilliers sauf ceux indiqués.
| 1.    | Utopia                         |                                |                    | 2:45 |
| 2.    | Big brother                    | Pascal Arroyo, François Bréant | Bernard Lavilliers | 3:30 |
| 3.    | Juke box                       |                                |                    | 3:21 |
| 4.    | L'amour et la mort             |                                |                    | 5:13 |
| 5.    | Fauve d'amazone                |                                |                    | 3:30 |
| 6.    | N'appartiens jamais à personne | François Bréant                | Bernard Lavilliers | 3:54 |
| 7.    | 15e Round                      |                                |                    | 5:10 |
| 8.    | L'amour qui marche             |                                |                    | 3:06 |
| 9.    | La danseuse du sud             |                                |                    | 3:07 |
| 10.   | Lettre ouverte                 |                                |                    | 4:34 |
| 38:10 |                                |                                |                    |      |

## Crédits
- Bernard Lavilliers — guitare acoustique
- François Bréant — clavier
- Pascal Arroyo — basse
- Emmanuel Lacordaire — batterie
- Dominique Mahut — tumba
- Patrice Tison — guitare électrique
- Éric Letourneux — saxophone
- Ivan Jullien — cordes